# هیثم مرابط
هیثم مرابط (انگلیسی: Haitham Mrabet؛ زادهٔ ۱۵ اکتبر ۱۹۸۰) بازیکن فوتبال اهل تونس است.
از باشگاه‌هایی که در آن بازی کرده‌است می‌توان به باشگاه فوتبال صفاقسی و باشگاه فوتبال ستاره ساحلی اشاره کرد.
وی همچنین در تیم ملی فوتبال تونس بازی کرده‌است.